# Sông Ea Kra
Sông Ea Kra (tên khác: Suối Ea Kner) là một con sông đổ ra Sông Ea Puich trong hệ thống sông Ba. Sông Ea Kra chảy qua các tỉnh Đắk Lắk và tỉnh Gia Lai, Việt Nam .
Sông có chiều dài 24 km và diện tích lưu vực là 101 km² .

## Chỉ dẫn
1. ↑  Trong tiếng các dân tộc thuộc nhóm ngôn ngữ Môn-Khmer ở Tây Nguyên và trong tiếng Việt cổ (trước thế kỷ 16, xem Chữ Nôm) thì đăk đã có nghĩa là nước, sông, suối, còn krông nghĩa là sông. Trong tiếng một số dân tộc Tây Nguyên khác thì ea/ia có nghĩa là nước, sông, suối.